# Constante de Michaelis
Pour les articles homonymes, voir KM.
La constante de Michaelis (popularisée par le travail de Leonor Michaëlis (1875-1949) et Maud Menten (1879-1960)), ou Km,  est une constante caractérisant une réaction enzymatique. C'est l'un des deux paramètres d'une enzyme, utilisé dans le modèle de cinétique enzymatique simplifié de Michaelis-Menten, l'autre étant la constante catalytique kcat de l'enzyme (également appelée turnover number, ou TON). Le Km correspond à la valeur de la concentration de substrat pour laquelle la vitesse de réaction enzymatique est égale à la moitié de la vitesse maximale Vmax. 
Cette constante qui a la dimension d'une concentration (mole/litre) est reliée de la constante de dissociation de l'enzyme pour son substrat, mais n'est en général pas strictement égale à la constante de dissociation enzyme/substrat, mais est plus élevée que celle-ci. 

## Kmet activité enzymatique
La constante de Michaelis Km est la concentration en substrat pour laquelle la vitesse initiale de la réaction est à la moitié de la vitesse initiale maximale. Cette constante est une concentration, elle a la même unité : mol.L-1.
La constante de Michaelis est une caractéristique de l'enzyme. Souvent, les Km des différentes enzymes sont adaptés à la concentration intracellulaire de leur substrats. 
- Plus le Km est élevé, plus la concentration de substrat nécessaire à une activité importante de l'enzyme est élevée. Cela traduit en général une faible affinité de l'enzyme pour son substrat. On observe ceci pour les enzymes dont les substrats sont en concentration élevée dans leur environnement, ou qui ont un spectre de substrat large et qui possèdent un Km relativement élevé. Par exemple les protéases.
- Plus le Km est faible, plus l'activité enzymatique maximale est atteinte pour un faible niveau de concentration de substrat. L'affinité de l'enzyme pour le substrat est forte. Il s'agit en général d'enzyme sélectives et/ou très actives. C'est par exemple le cas des peroxydases, qui doivent dégrader des composés toxiques, dès des niveaux de concentration très faibles.[réf. nécessaire]

## Modèle de Michaelis-Menten
Considérons ce schéma cinétique : {\displaystyle E+S\rightleftharpoons ES\rightarrow E+P}. 
Soit :
- E + S → ES, la réaction 1, de constante de vitesse du second ordre k1 ;
- ES → E + S, la réaction -1, de constante de vitesse du premier ordre k-1 ;
- ES → E + P, la réaction 2, de constante de vitesse du premier ordre k2 (parfois aussi appelée kcat, car il s'agit de l'étape catalytique) ;

où E désigne l'enzyme, S le substrat, ES le complexe enzyme/substrat et P le produit.
On cherche à calculer la vitesse de la réaction Vi= d[P]/dt = k2 [ES] au début de la réaction (vitesse initiale) et dans des conditions où cette vitesse est stationnaire (indépendante du temps).
- Au début de la réaction, la concentration en substrat n'a pas encore eu le temps de varier significativement, on peut donc considérer qu'elle est constante, ce qui simplifie les calculs. De plus, la concentration en produit de la réaction est encore petite, ce qui permet de négliger la réaction inverse et éventuellement l'inhibition de l'enzyme par le produit.

- Si la vitesse de la réaction est constante (stationnaire), cela implique que  [ES] est constant, soit d[ES]/dt = 0. On appelle cette approximation l'Approximation de l'État Quasi-Stationnaire (AEQS). Cette hypothèse est justifiée par le fait que la concentration en enzyme est petite par rapport aux concentrations en substrat et produit, et donc la concentration en n'importe quel intermédiaire catalytique est petite, et cette concentration ne peut pas varier beaucoup en valeur absolue.

Soit [E]T, la concentration totale d'enzyme, alors : [E]T = [E] + [ES], ce qui est équivalent à : [E] = [E]T - [ES]. 
L'hypothèse de stationnarité implique:
k1 [E][S] - (k-1 [ES] + k2 [ES]) = 0
⇔ k1 [E]T[S] - k1 [ES][S] - (k-1 [ES] + k2[ES]) = 0
⇔ [ES] (k1 [S] + k-1 + k2) = k1 [E]T[S]
⇔ [ES] = k1 [E]T[S] / (k1 [S] + k-1 + k2) = [E]T / (1+(k-1+k2/k1 [S])).
Or Vi = k2 [ES] = k2 [E]T / (1+(Km/[S]).
Si pose Vmax = k2 [E]T , alors:
{\displaystyle V_{i}={V_{max}\cdot [S] \over K_{m}+[S]}}
Avec :
- {\displaystyle [S]\,\!} : Concentration en substrat (en mol/L) ;
- {\displaystyle V_{i}\,\!} : vitesse initiale (c’est-à-dire en absence de produit) de la réaction enzymatique pour une concentration de substrat {\displaystyle [S]\,\!} (en µmol/min) ;
- {\displaystyle V_{max}\,\!} : Vitesse initiale maximale mesurée pour une concentration saturante de substrat (en µmol/min) ;
- La constante cinétique k2 est aussi appelée constante catalytique kcat, ou fréquence de turnover de l'enzyme. C'est le nombre maximum de réactions qu'une molécule d'enzyme peut catalyser par seconde.
- {\displaystyle K_{m}\,\!} : Constante de Michaelis spécifique de l'enzyme. C'est la concentration en substrat pour laquelle la vitesse initiale de la réaction est égale à {\displaystyle {V_{max} \over 2}}  (en mol/L). Elle correspond à la constante de dissociation apparente du substrat. Il faut toutefois noter que la constante de Michaelis n'est pas rigoureusement une constante d'équilibre. Selon le mécanisme ci-dessus, la constante de Michaelis est Km = (k-1 + k2)/k1, et sa valeur s'écarte donc de celle de la constante de dissociation k-1/k1.

Graphiquement, l'équation de Michaelis est une branche d'hyperbole.

## Constante de Michaelis et inhibiteurs
Un inhibiteur compétitif augmente la constante de Michaelis et donc diminue l'affinité.
Un inhibiteur non compétitif pur ne fait pas varier la constante de Michaelis mais varie vmax.
Un inhibiteur mixte (ou incompétitif) peut faire augmenter ou diminuer la constante de Michaelis et fait varier vmax.